# Бяла гордост
Бяла гордост (на английски: White pride) е лозунг, изтъкващ идентичността на белите хора, използва се най-вече сред белите националисти и сепаратисти.

## История
Керъл Суейн и Ръсел Нили заявяват, че движението „Бяла гордост“ е сравнително ново за САЩ, появило се е в началото на 1990-те, и посочват три основни фактора за появата му – повишената имиграция (1980-1990), ръст на недоволството от позитивната дискриминация, както и нарастващата роля на интернет като средство за изразяване на недоволство.

## Употреба
Под мотото White pride, World Wide се появява в логото на Stormfront, направено от бивш съветник на Ку-клукс-клан.